# 岡山県道470号柳井原上二万線
岡山県道470号柳井原上二万線（おかやまけんどう470ごう やないはら かみにません）は、岡山県倉敷市を通る一般県道である。

## 概要
倉敷市のうち、船穂町柳井原から真備町上二万に至る市域内完結路線である。

### 路線データ
- 起点：岡山県倉敷市船穂町柳井原（岡山県道279号下原船穂線交点[要出典]）
- 終点：岡山県倉敷市真備町上二万（岡山県道281号大曲船穂線交点[要出典]）
- 実延長：1.3 km[注釈 1][1]

## 歴史
路線認定時は、ほぼ全線にわたって車一台がやっとという道幅が続く路線であったものの改良され、全線2車線となった。

### 年表
- 1995年（平成7年）7月1日：岡山県告示第426号により認定。前身は船穂町道および真備町道（いずれも当時）。
- 2005年（平成17年）8月1日：浅口郡船穂町と吉備郡真備町が倉敷市に編入合併。
- 2016年（平成28年）3月25日：岡山県告示第188号および190号により船穂町柳井原 - 真備町上二万[注釈 3]における拡幅が完了。これにより一次改築が完工し、全線が2車線化。
- 2023年（令和5年）12月25日10時：岡山県告示第604号および605号により船穂町柳井原において岡山県道279号下原船穂線新道接続部[注釈 4]が供用開始[4]。

## 路線状況
高梁川およびその水系支流である小田川の右岸地域における南北一般県道に対して、東西連絡路の役割を担う。

## 地理

### 通過する自治体
- 岡山県
  - 倉敷市

### 交差する道路
| 交差する道路                                                  | 交差する場所 | 交差する場所 |
| ------------------------------------------------------------- | ------------ | ------------ |
| 岡山県道279号下原船穂線                                       | 船穂町柳井原 | 起点         |
| 岡山県営広域営農団地農道備南地区南幹線 / 広域農道備南街道南線 | 船穂町柳井原 |              |
| 岡山県道281号大曲船穂線                                       | 真備町上二万 | 終点         |

### 沿道
沿道およびその付近にある主なものは次のとおり。（ ）括弧内の地名はいずれも倉敷市。
- 倉敷市立柳井原小学校（所在地：船穂町柳井原）
- ヤンマー バイオイノベーションセンター倉敷ラボ（所在地：船穂町柳井原）
- 御崎神社（所在地：船穂町柳井原）